# 刘铁男
刘铁男（1954年10月—），男，汉族，祖籍山西祁县，出生于北京。中华人民共和国前副部长级官员（2013年被开除公职），曾任国家发展和改革委员会副主任、党组成员，国家能源局局长。

## 生平

### 从政经历
刘铁男1976年6月加入中国共产党。1974年，就读于北京钢铁学院（北京科技大学的前身）冶74级。1983年进入国家计委工作，历任原材料局主任科员、国民经济综合司副处长、处长、机关党委助理巡视员。1996年至1999年期间，任中国驻日本大使馆经济参赞。回国后，1999年进入改组后的国家发展计划委员会，历任办公厅副主任、经济预测司司长、产业发展司司长。2003年，国家发展和改革委员会成立，刘铁男出任国家发展和改革委员会工业司司长。2004年4月起，兼任国务院振兴东北地区等老工业基地领导小组办公室政策体制组组长。
2006年12月，任国务院振兴东北地区等老工业基地领导小组办公室副主任（副部长级）。2008年3月至2013年5月，任国家发展和改革委员会副主任、党组成员。2010年12月至2013年3月，兼任国家能源局党组书记、局长。2012年11月，为中共十八大代表。
刘铁男对外宣称取得了日本名古屋市立大学的“修士学位”（相当于中国的硕士学位）。刘铁男的官方简历则显示，他拥有研究生学历，经济学硕士，东北大学工学博士。

### 被举报调查
2011年11月21日，《财经》杂志刊登了《中国式收购：一名部级高官与裙带商人的跨国骗贷》一文，报道了浙江商人倪日涛涉嫌通过海外并购，向中国进出口银行、民生银行骗贷两亿美元未果的经过。其中，2003年在加拿大卑诗省注册的加拿大绿色资源有限公司（CGR Investments Inc.），倪日涛占股90%，郭静华占股10%，二人共同担任公司董事。当时，刘铁男之妻郭静华为国家中医药管理局处级外事公务员。2005年12月，郭静华将股东及董事的身份变更为其子刘德成。
2012年5月，部分国家发改委退休高官联名签署了举报刘铁男涉嫌贪腐的举报信，直接送达中纪委。举报信内容是刘铁男与倪日涛涉嫌官商勾结骗贷。在该举报信上签名的国家发改委退休高官随即均接受了中纪委约谈。中纪委启动了对刘铁男涉嫌贪腐的调查。2012年10月底，国家发改委人事司一位副司长在赴中共中央组织部领取国家发改委系统全国政协委员候选名单时得知，刘铁男不在该名单中。2012年11月中共十八大上，刘铁男没有被列入中央候补委员的候选人名单，未成为中央候补委员。
2012年12月6日上午，《财经》杂志副主编罗昌平在其博客和微博向中纪委实名举报刘铁男涉嫌学历造假、巨额骗贷和对曾经的情人死亡威胁等问题。同日，国家能源局司长曾亚川以发言人的身份回应称关于刘铁男的举报“纯属污蔑造谣”，正联系报案。
2013年1月30日，罗昌平通过微博表示中纪委已就其实名举报刘铁男一事立案调查。2013年3月，新一届政府成立，刘铁男未能继续担任国家能源局局长。2013年上半年，刘铁男的儿子刘德成被限制自由调查，妻子郭静华随后也被调查。
2013年5月12日，刘铁男因涉嫌严重违纪接受中央纪委的调查。2013年5月14日，中共中央组织部负责人对新闻媒体记者证实，刘铁男涉嫌严重违纪，中共中央已经决定免去其国家发展和改革委员会副主任、党组成员的职务。
2013年7月初，澳大利亚外交贸易部新聞發言人證實劉鐵男持有的澳洲護照為偽造，外交部證實護照上顯示的名字“Liu Yaping”並不在澳洲外交部的系統之中。

### 双开判刑
2013年8月8日，经中央纪委审议并报中共中央批准，决定给予刘铁男开除党籍处分；经监察部报国务院批准，决定给予其行政开除处分；收缴其违纪违法所得；将其涉嫌犯罪问题移送司法机关依法处理。
2014年6月23日，河北省廊坊市人民检察院就刘铁男案向廊坊市中级人民法院提起公诉，起诉书指控“刘铁男利用其担任国家计委产业发展司司长、国家发改委工业司司长、国家发改委副主任等职务上的便利，为他人谋取利益，非法收受他人财物，数额特别巨大，依法应当以受贿罪追究其刑事责任。”据报道刘铁男与家人非法所得达1.5亿元。同年9月24日，刘铁男涉嫌受贿犯罪案在廊坊经济技术开发区人民法院公开审理。
2014年12月10日，河北省廊坊市中级人民法院一审以受贿罪判处刘铁男无期徒刑，剥夺政治权利终身。

## 相关人物落马
刘铁男被查后，包括其秘书王勇、中国食品工业协会原副会长熊必琳（曾任发改委工业司副司长）、国家能源局副局长许永盛、新能源和可再生能源司司长王骏、煤炭司副司长魏鹏远、核电司司长郝卫平等在内的20多名能源领域的官员和国企高管因腐败问题被查。